# Numb (bài hát của Linkin Park)
"Numb" là một bài hát của ban nhạc rock người Mỹ Linkin Park. Nó được phát hành làm đĩa đơn thứ 3 trong album phòng thu thứ 2 của họ, Meteora (20khúc cuối cùng của album. Là một trong những bài hát nổi tiếng và được giới phê bình đánh giá cao nhất của Linkin Park, "Numb" đã đứng đầu bảng xếp hạng Billboard Alternative Songs trong 12 tuần. Bài hát đã đứng đầu bảng xếp hạng trong 6 tuần vào năm 2003 và 6 tuần vào năm 2004. Bài hát cũng đã có 3 tuần đứng đầu bảng xếp hạng Billboard Hot Mainstream Rock Tracks và đạt vị trí thứ 11 trên Billboard Hot 100.
Bài hát được phối lại thành "Numb/Encore", một sản phẩm hợp tác giữa ban nhạc và rapper Jay-Z. Đó là một bản hit lớn đối với cả 2 nghệ sĩ, và đã xuất hiện trong album Collision Course, cũng như mang về cho họ giải Grammy hạng mục Hợp tác Rap/Hát Xuất sắc nhất. "Numb" được xếp hạng 95 trong danh sách "100 bản nhạc hàng đầu của thập kỷ" của Rhapsody.
Vào tháng 1 năm 2011, "Numb" được phát hành trong gói DLC Linkin Park cho Rock Band 3.

## Video âm nhạc

Chester Bennington trong một cảnh của video

Video âm nhạc được thành viên ban nhạc Joe Hahn đạo diễn. Các cảnh quay trong nhà của video âm nhạc được lấy bối cảnh tại Nhà thờ Thánh Vitus ở Prague, Cộng hòa Séc cũng như các cảnh ngoài trời. Nội thất trường học, lớp học, hành lang và sân chơi bên ngoài được đặt trong Trường Ngữ pháp Johannes Kepler (Gymnázium Jana Keplera) ở Prague. Các cảnh trên cây cầu đều được quay trên Cầu Charles nổi tiếng của Prague. Video được quay vào tháng 6 năm 2003, mặc dù ca sĩ Chester Bennington đang bị đau bụng và đau lưng dữ dội vào thời điểm đó, vì vậy cảnh biểu diễn của ban nhạc được quay sau đó tại một nhà thờ lớn ở Los Angeles.  Video cuối cùng được phát hành trong đợt phát hành đĩa đơn vào đầu tháng 9 năm 2003.
Đoạn phim kể về những vấn đề trong gia đình cũng như ngoài xã hội mà một nữ sinh trẻ tuổi (do Briana Evigan thủ vai) bị ruồng bỏ phải đối mặt trong cuộc sống hàng ngày. Cô gái dường như dành nhiều thời gian để vẽ tranh, cho thấy rằng cô ấy có thể có ước mơ trở thành một họa sĩ. Cô ấy phần lớn bị xa lánh và chế giễu ở trường, thể hiện khi cô ấy bị giảng viên trách móc về việc vẽ trong lớp, mọi người cười nhạo cô ấy và trêu chọc cô ấy; khi cô ấy bị vấp té lúc đi lên cầu thang không ai dừng lại để giúp cô ấy đứng lên; và khi cô ấy cố gắng nhập hội với một nhóm các cô gái tại bàn ăn trưa, họ ngay lập tức đứng dậy và rời đi. Trên cánh tay của cô ấy cũng có những vết cắt do cô tự gây ra, có chữ viết là "NUMB" - tên bài hát. Trong đoạn cao trào của bài hát, cô ấy ở trong phòng của mình, buộc tóc bằng cọ vẽ và ném sơn vào một bức tranh một cách giận dữ. Cuối cùng, cô chạy vào nhà thờ mà ban nhạc đang trình diễn, ngụ ý cô có thể nghe thấy họ, nhưng cô chỉ thấy nhà thờ trống rỗng.
Vào tháng 11 năm 2018, bài hát đã trở thành video đầu tiên của ban nhạc đạt hơn 1 tỷ lượt xem trên kênh YouTube của họ, đồng thời là video nhạc rock được xem nhiều nhất trên nền tảng này.
Tính đến tháng 1 năm 2021, bài hát đã có hơn 1,5 tỷ lượt xem và 9,4 triệu lượt thích trên YouTube.

## Doanh số thương mại
Bài hát đã trở thành một trong những bài hát được giới phê bình đánh giá cao nhất của Linkin Park, cũng như là một trong những bài hát thành công nhất về mặt thương mại của họ, đạt vị trí thứ 11 trên US Billboard Hot 100 vào ngày 24 tháng 2 năm 2004, có 3 tuần đứng đầu Mainstream Rock Tracks và 12 tuần đứng đầu trên Modern Rock Tracks. "Numb" là đĩa đơn có thành tích tốt thứ 33 trên Billboard Hot 100 trong suốt năm 2004 và nó được liệt kê ở vị trí thứ 15 trong bảng xếp hạng của thập kỷ cho các bài hát alternative. Tính đến tháng 6 năm 2014, bài hát đã bán được 2.036.000 bản tại Mỹ. Bài hát trở lại vị trí thứ 35 vào tháng 7 năm 2017 sau cái chết của Chester Bennington, cùng với "In the End" ở vị trí thứ 37 và bài hát mới của họ "Heavy" đạt vị trí thứ 45.
Bài hát cũng thành công ở Châu Đại Dương, đạt vị trí thứ 10 tại Úc và vị trí thứ 13 tại New Zealand. "Numb" cũng là đĩa đơn được xếp hạng lâu nhất của họ ở Pháp, dành 23 tuần trên bảng xếp hạng, đạt vị trí thứ 19; nó cũng thành công ở Hy Lạp, đứng đầu bảng xếp hạng đĩa đơn. Tuy nhiên, nó chỉ được xếp hạng trong 1 tuần ở Ý và ở Bảng xếp hạng Đĩa đơn của Bỉ. Ở Anh, bài hát đạt vị trí thứ 14 và chỉ trụ được 6 tuần trên bảng xếp hạng, kém thành công hơn 2 đĩa đơn trước đó.

## Danh sách ca khúc
Tất cả các ca khúc được viết bởi Linkin Park.
| Phần 1 | Phần 1                   | Phần 1     |
| STT    | Nhan đề                  | Thời lượng |
| ------ | ------------------------ | ---------- |
| 1.     | "Numb"                   | 3:06       |
| 2.     | "From the Inside" (Live) | 2:55       |
| 3.     | "Numb" (Video)           |            |

Tất cả các ca khúc được viết bởi Linkin Park.
| Phần 2 | Phần 2                 | Phần 2     |
| STT    | Nhan đề                | Thời lượng |
| ------ | ---------------------- | ---------- |
| 1.     | "Numb"                 | 3:06       |
| 2.     | "Easier to Run" (Live) | 3:22       |
| 3.     | "Faint" (Video)        |            |

Tất cả các ca khúc được viết bởi Linkin Park.
| Đĩa đơn Maxi Úc | Đĩa đơn Maxi Úc          | Đĩa đơn Maxi Úc |
| STT             | Nhan đề                  | Thời lượng      |
| --------------- | ------------------------ | --------------- |
| 1.              | "Numb"                   | 3:06            |
| 2.              | "From the Inside" (Live) | 2:55            |
| 3.              | "Easier to Run" (Live)   | 3:22            |

## Cover và góp mặt
- Năm 2017, một meme trực tuyến kết hợp "Numb" với bài hát chủ đề của Seinfeld đã xuất hiện.[10][11]
- "Numb" của Linkin Park cũng góp mặt trong các cảnh kết thúc của bộ phim hành động-gay cấn, khoa học viễn tưởng Transformers 2: Bại binh phục hận năm 2009, với sự tham gia của Shia LaBeouf và Megan Fox.
- Bài hát được sử dụng bởi võ sĩ UFC người Anh Paul Kelly và võ sĩ người Brazil Demian Maia làm bài hát xuất trận.
- Nicki Minaj đã phối lại bài hát cho mixtape đầu tay của cô ấy, được đổi tên thành 'Encore '07'.
- Ban nhạc metal Thụy Điển Dead by April đã phát hành bản cover của bài hát trên YouTube sau khi Bennington qua đời vào năm 2017.[12]
- Machine Gun Kelly đã cover lại bài hát trên YouTube sau khi Bennington qua đời vào năm 2017.[13]

## Nhân sự
- Chester Bennington - ca sĩ chính
- Mike Shinoda - piano, ca sĩ
- Brad Delson - guitar
- Rob Bourdon - trống
- Dave "Phoenix" Farrell - guitar bass
- Joe Hahn - xoay đĩa, sampler

## Xếp hạng và chứng nhận
| Bảng xếp hạng (2003–2017)              | Vị trí cao nhất |
| -------------------------------------- | --------------- |
| Úc (ARIA)                              | 10              |
| Áo (Ö3 Austria Top 40)                 | 8               |
| Bỉ (Ultratop 50 Flanders)              | 48              |
| Bỉ (Ultratop 50 Wallonia)              | 31              |
| Canada (Canadian Hot 100)              | 27              |
| Cộng hòa Séc (Singles Digitál Top 100) | 3               |
| France (SNEP)                          | 9               |
| Đức (GfK)                              | 13              |
| Greece (IFPI Greece)                   | 1               |
| Hungary (Stream Top 40)                | 15              |
| Ý (FIMI)                               | 18              |
| Ireland (IRMA)                         | 16              |
| Nhật Bản (Japan Hot 100)               | 47              |
| Malaysia (RIM)                         | 15              |
| Hà Lan (Single Top 100)                | 75              |
| New Zealand (Recorded Music NZ)        | 13              |
| Bồ Đào Nha (AFP)                       | 22              |
| Scotland (OCC)                         | 13              |
| Slovakia (Singles Digitál Top 100)     | 10              |
| Tây Ban Nha (PROMUSICAE)               | 98              |
| Thụy Điển (Sverigetopplistan)          | 23              |
| Thụy Sĩ (Schweizer Hitparade)          | 5               |
| Anh Quốc Rock and Metal (OCC)          | 1               |
| Anh Quốc (OCC)                         | 14              |
| Hoa Kỳ Adult Pop Airplay (Billboard)   | 31              |
| Hoa Kỳ Alternative Songs (Billboard)   | 1               |
| Hoa Kỳ Billboard Hot 100               | 11              |
| Hoa Kỳ Mainstream Rock (Billboard)     | 1               |
| Hoa Kỳ Pop Airplay (Billboard)         | 5               |
| Hoa Kỳ Hot Rock Songs (Billboard)      | 2               |

| Bảng xếp hạng (2003)             | Vị trí |
| -------------------------------- | ------ |
| Australia (ARIA)                 | 87     |
| Germany (Official German Charts) | 92     |

| Bảng xếp hạng (2004)  | Vị trí |
| --------------------- | ------ |
| US Billboard Hot 100  | 33     |
| US Modern Rock Tracks | 2      |

| Bảng xếp hạng (2017)          | Vị trí |
| ----------------------------- | ------ |
| Hungary (Single Top 40)       | 95     |
| US Hot Rock Songs (Billboard) | 28     |

| Bảng xếp hạng (2019) | Vị trí |
| -------------------- | ------ |
| Portugal (AFP)       | 262    |

| Quốc gia | Chứng nhận  | Số đơn vị/doanh số chứng nhận |
| --- | ----------- | ----------------------------- |
| Úc (ARIA) | Gold        | 35.000^                       |
| Canada (Music Canada) | Gold        | 10.000*                       |
| Đan Mạch (IFPI Đan Mạch) | Platinum    | 90.000‡                       |
| Ý (FIMI) | 2× Platinum | 100.000*                      |
| New Zealand (RMNZ) | Platinum    | 30.000‡                       |
| Tây Ban Nha (PROMUSICAE) | Gold        | 25.000‡                       |
| Thụy Sĩ (IFPI) | Gold        | 20.000^                       |
| Anh Quốc (BPI) | Platinum    | 600.000‡                      |
| Hoa Kỳ (RIAA) | 4× Platinum | 4.000.000‡                    |
| Streaming |             |                               |
| Đan Mạch (IFPI Đan Mạch) | Gold        | 900.000                       |
| * Chứng nhận dựa theo doanh số tiêu thụ. · ^ Chứng nhận dựa theo doanh số nhập hàng. · ‡ Chứng nhận dựa theo doanh số tiêu thụ và phát trực tuyến. · Chứng nhận dựa theo doanh số phát trực tuyến. |             |                               |